# Reginald Pridmore
Reginald „Reggie“ George Pridmore (* 29. April 1886 in Edgbaston, heute Birmingham; † 13. März 1918 nahe dem Fluss Piave, Italien) war ein englischer Hockeyspieler, der 1908 mit der englischen Nationalmannschaft Olympiasieger war.

## Sportliche Karriere
Reginald Pridmore besuchte die Elstow School in Bedford und die Bedford Grammar School. Bereits an der Schule spielte er erfolgreich Hockey und Cricket. Zwischen 1908 und 1913 spielte er als Innenstürmer in 19 Länderspielen für die englische Hockeynationalmannschaft. 
Bei den Olympischen Spielen 1908 in London traten insgesamt sechs Mannschaften an, darunter vier britische Teams. Die Briten machten die Medaillen unter sich aus, im Finale bezwangen die Engländer die Iren mit 8:1. Die erfolgreichsten Torschützen für England waren Reginald Pridmore mit insgesamt zehn Treffern und Stanley Shoveller mit sieben Toren. Beim 8:1 im Finale erzielte Pridmore vier Treffer, Shoveller und Gerald Logan steuerten je zwei Treffer bei.
First-Class Cricket spielte Pridmore für Warwickshire, für die er zwischen 1909 und 1912 in 14 Partien antrat. In seinem zweiten Spiel erreichte er mit 49 Runs gegen Derbyshire seine beste Leistung als Batsman.
Pridmore war Börsenmakler an der Londoner Börse. Im Ersten Weltkrieg war er Major der Royal Horse & Field Artillery. 1916 wurde er an der Somme mit dem Military Cross ausgezeichnet. Er fiel im letzten Kriegsjahr in Norditalien.